# Norrköpings Operettsällskap
Norrköpings Operettsällskap Ett teatersällskap som satte upp cirka 40 operetter och musikaler på Arbisteatern i Norrköping från 1964 till 2001. Sällskapet startades 1964 av Erik Bengtsson och hans hustru Gun Bengtsson. Den då nedlagda teatern blev snabbt en populär scen för både Norrköpingsbor och teaterbesökare från stora delar av Sverige. Man engagerade skådespelare från Norrköping och andra delar av landet och byggde uppe en omfattande musikteater som turnerade runt i folkparkerna under flera år. De mest kända skådespelarna från Arbisteatern är bl.a. Berit Malmqvist, Jörgen Mulligan, Berndt Uthas, Maria Sari, Nenne Pettersson, Erik Bengtsson, Gun Bengtsson, Pia Swartz, Nettan Lekström, Inge l franzén och Inger Samuelsson.   
Bland teatercheferna under åren återfinns Erik Bengtsson, Berit Malmqvist och Berndt Uthas.